# سليمان باشا الأرمني
سليمان باشا الأرمني (بالتركية: Ermeni Süleyman Paşa)‏ كان الصدر الأعظم للدولة العثمانية في الفترة ما بين 19 أغسطس 1655 حتى 28 فبراير 1656. تُوفي في 28 فبراير 1687 بمدينة إسطنبول.